# Distretto di Sabrata e Sorman
Il distretto di Sabrata e Sorman (arabo: صبراته و صرمان) è stato uno dei 32 distretti della Libia; con la riforma del 2007 è entrato a far parte del distretto di Zawiya.
Si trovava nel nord-ovest della Libia, nella regione storica della Tripolitania. Il capoluogo era Sabrata; altra città importante era Sorman.